# Lettres supplémentaires de l'alphabet latin
Cette page contient des caractères spéciaux ou non latins. S’ils s’affichent mal (▯, ?, etc.), consultez la page d’aide Unicode.
L'alphabet latin, utilisé depuis des siècles pour noter la majorité des langues d'Europe occidentale (puis, après les colonisations, partout dans le monde), a souvent dû être complété : sa version historique ne possède en effet pas assez de graphèmes pour noter tous les phonèmes des langues qui l'utilisent. Pour ce faire, on lui a ajouté des lettres supplémentaires, soit par simple utilisation de digrammes et de diacritiques, soit par construction de nouveaux graphèmes.
Les méthodes de transcription et translittération de langues qui n'utilisent pas l'alphabet latin font également beaucoup appel à des lettres supplémentaires.

## Caractères ajoutés
Cette table récapitule quelques graphèmes qui ont été ou sont encore utilisés et qui n'entrent pas dans le cadre de l'alphabet latin standard. Sont précisées les langues qui utilisent chacun d'eux, les langues mortes étant indiquées en italique. Les caractères spécifiques à l'alphabet phonétique international ne sont pas repris ici.
| Capitale | Minuscule | Nom                     | Langues                                                                                                |
| -------- | --------- | ----------------------- | --- |
| Ɑ        | ɑ         | Alpha                   | Medumba, mbembe tigon, mbo, nufi                                                                       |
| Ɐ        | ɐ         | A culbuté               | Cornique (XVIIIe siècle)                                                                               |
| Ð        | ð         | Eth                     | Anglo-saxon Féroïen Islandais                                                                          |
| Ə        | ə         | Schwa                   | Azéri                                                                                                  |
| Ǝ        | ǝ         | E culbuté               | Kanuri, tamasheq, tchourama, yom                                                                       |
| Ʌ        | ʌ         | V culbuté               | Temne                                                                                                  |
| Ɛ        | ɛ         | Epsilon latin, E ouvert | Lingala Kabyle Bambara Alphabet africain de référence Standardisation (Zaïre)                          |
| Ʒ        | ʒ         | Ej                      | Same Uropi Romani                                                                                      |
| Ɣ        | ɣ         | Gamma latin             | Ewe Kabiyé Kabyle                                                                                      |
| Kʼ       | ĸ         | Kra                     | Groenlandais (obsolète), inuktitut du Labrador                                                         |
| Ŋ        | ŋ         | Eng                     | Bambara, same, etc.                                                                                    |
| Ɔ        | ɔ         | O ouvert                | Lingala Bambara Alphabet africain de référence Standardisation (Zaïre)                                 |
| Ȣ        | ȣ         | Ou                      | Algonquin (obsolète)                                                                                   |
|          | ſ         | S long                  | Nombreuses langues (obsolète)                                                                          |
| Ʃ        | ʃ         | Ech                     | Alphabet africain de référence                                                                         |
| ϴ        | θ         | Thêta latin             | Kickapou Tuscarora Walapai Yavapai Alphabet romani standard Alphabet de Lepsius remplacée par ‹ Ṯ, ṯ › |
| Þ        | þ         | Thorn                   | Anglo-saxon Islandais Moyen anglais                                                                    |
| Ƿ        | ƿ         | Wynn                    | Anglo-saxon Moyen anglais                                                                              |
| Ȝ        | ȝ         | Yogh                    | Moyen anglais                                                                                          |
| Ɂ        | ɂ         | Coup de glotte          | Chipewyan Esclave Tlicho                                                                               |
|          | ʔ         | Coup de glotte          | Touareg du Mali                                                                                        |
| Ꞌ        | ꞌ         | Saltillo                | Malinatelpec Me'phaa Izere                                                                             |

## Caractères modifiés

### Diacritiques
Une façon simple de transcrire un phonème est d'utiliser un diacritique sur une lettre proche. Si en français les lettres diacritées ne sont pas considérées comme distinctes (où elles sont considérées comme des allographes), il en va autrement pour d'autres langues.

#### Cramponné
| Capitale | Minuscule | Nom         | Langues             |
| -------- | --------- | ----------- | ------------------- |
| Ⱨ        | ⱨ         | H cramponné | ouïghour (obsolète) |
| Ⱪ        | ⱪ         | K cramponné | ouïghour (obsolète) |
| Ꞑ        | ꞑ         | N cramponné | ouïghour (obsolète) |
| Ⱬ        | ⱬ         | Z cramponné | ouïghour (obsolète) |

### Crosse ou hameçon
| Capitale | Minuscule | Nom                     | Langues                                              |
| -------- | --------- | ----------------------- | ---------------------------------------------------- |
| Ɓ        | ɓ         | b crosse                | Alphabet africain de référence Haoussa Peul          |
| Ƈ        | ƈ         | c crosse                | Sérère                                               |
| Ɗ        | ɗ         | d crosse                | Alphabet africain de référence Haoussa Peul          |
| Ɖ        | ɖ         | d hameçon ou d africain | Alphabet africain de référence Fon-gbe Aja-gbe Bassa |
| Ƒ        | ƒ         | f hameçon               | Alphabet africain de référence Ewe                   |
| Ɠ        | ɠ         | g crosse                | Guerzé                                               |
| Ƙ        | ƙ         | k crosse                | Alphabet africain de référence Haoussa               |
| Ɱ        | ɱ         | m hameçon               |                                                      |
| Ɲ        | ɲ         | n hameçon gauche        | Soso Peul Maninka-kan                                |
| Ƥ        | ƥ         | p crosse                | Sérère                                               |
| Ƭ        | ƭ         | t crosse                | Alphabet africain de référence Sérère                |
| Ʈ        | ʈ         | t hameçon               | Alphabet africain de référence                       |
| Ʋ        | ʋ         | v crosse                | Ewe Gen                                              |
| Ƴ        | ƴ         | y crosse                | Alphabet africain de référence Haoussa Peul          |
| Ⱳ        | ⱳ         | w crosse                | Puguli Lobiri                                        |

### Ligatures et polygrammes
Articles détaillés : Ligature (typographie), Digramme et Polygramme.
| Capitale | Minuscule | Nom                | Langues                                      | Lettre liées                                   |
| -------- | --------- | ------------------ | -------------------------------------------- | ---------------------------------------------- |
| Æ        | æ         | E dans l'A         | Danois Féroïen Français Islandais Norvégien  | A et E                                         |
| CH, Ch   | ch        | Ch                 | Castillan Français Galicien Portugais Breton | C et H                                         |
| CʼH, Cʼh | cʼh       | C'h                | Breton                                       | C apostrophe h C, lettre apostrophe et H       |
| Ǳ, ǲ     | ǳ         | Ǳ                  | Slovaque                                     | D et Z                                         |
| Ǆ, ǅ     | ǆ         | DŽ                 | Bosnien Croate Serbe Slovaque                | D et Ž                                         |
| Œ        | œ         | E dans l'O         | Français                                     | O et E                                         |
|          | &         | Esperluette        | Toutes                                       | E et T                                         |
| Ƕ        | ƕ         | Hwair              | Transcription du gotique                     | H et V                                         |
| Ĳ        | ĳ         | Ĳ                  | Néerlandais                                  | I et J                                         |
| Ǉ, ǈ     | ǉ         | Ǉ                  | Bosnien Croate Serbe                         | L et J                                         |
| LL       | ll        | LL                 | Albanais Catalan Castillan Galicien Gallois  | L et L                                         |
| Ǌ, ǋ     | ǌ         | Ǌ                  | Bosnien Croate Serbe                         | N et J                                         |
| ẞ        | ß         | scharfes S, eszett | Allemand                                     | ſ (s long) et z (perçue comme ss de nos jours) |

Remarque : l'ossète est écrit en cyrillique et utilise le caractère ӕ cyrillique en théorie, mais dans la pratique le æ latin est utilisé en informatique.